# Зенсвајлер
Зенсвајлер (њем. Sensweiler) општина је у њемачкој савезној држави Рајна-Палатинат. Једно је од 96 општинских средишта округа Биркенфелд. Према процјени из 2010. у општини је живјело 500 становника. Посједује регионалну шифру (AGS) 7134081.

## Географски и демографски подаци
Зенсвајлер се налази у савезној држави Рајна-Палатинат у округу Биркенфелд. Општина се налази на надморској висини од 517 метара. Површина општине износи 8,4 km². У самом мјесту је, према процјени из 2010. године, живјело 500 становника. Просјечна густина становништва износи 59 становника/km².